# Ferulago sartorii
Ferulago sartorii är en flockblommig växtart som beskrevs av Pierre Edmond Boissier. Ferulago sartorii ingår i släktet Ferulago och familjen flockblommiga växter. Inga underarter finns listade i Catalogue of Life.